# Heinz-Dieter Greif
Heinz-Dieter Greif (* 15. August 1949) ist ein ehemaliger deutscher Fußballspieler.

## Leben
Greif war Spieler des HSV Barmbek-Uhlenhorst in der Regionalliga. Im DFB-Pokal spielte er im Dezember 1972 im Olympiastadion München gegen den FC Bayern München, verlor die Begegnung mit seiner Truppe aber deutlich mit 0:7. Er war in der Regionalliga-Saison 1973/74 mit zehn Treffern bester Torschütze des HSV Barmbek-Uhlenhorst. Anschließend wechselte er wie sein Hamburger Mannschaftskamerad Dieter Goldbach zu Borussia Dortmund. Für den BVB bestritt der Stürmer im Laufe der Spielzeit 1974/75 in der neugegründeten 2. Fußball-Bundesliga neun Einsätze. Von 1975 bis 1978 lief er für den Zweitligisten VfL Osnabrück auf und brachte es in 50 Punktspielen auf 34 Tore. In der Zweitligasaison 1978/79 kam Greif für SC Westfalia Herne noch zu einem Einsatz.